# Desaparición de Jessie Foster
Jessie Foster (nacida en Canadá el 27 de mayo de 1984) era una joven canadiense que desapareció cerca de Las Vegas (Nevada), en los Estados Unidos, en 2006. Sus padres eran Glendene Grant y Dwight Foster. Jessie Foster había pasado algún tiempo viviendo en Calgary. En 2005, Foster y una amiga visitaron juntas Florida y, a la vuelta, en mayo, pasaron por Las Vegas, donde Foster decidió quedarse. Antes de desaparecer al año siguiente, Foster se dedicó a la prostitución, fue detenida una vez por prostitución y fue víctima de agresiones en varias ocasiones.

## Investigación
Foster fue una de las cuatro trabajadoras del sexo que desaparecieron en Las Vegas entre 2003 y 2006. Los cadáveres de las otras tres chicas fueron encontrados con el paso del tiempo. El Departamento de Policía de Las Vegas inició una investigación sobre una persona en cuestión, trayendo a un forense para que rociara luminol sobre las superficies en las escenas del crimen para detectar manchas de sangre invisibles; pero no encontró nada en su propiedad, ni ha sido interrogado sobre su desaparición. Benjamin Perrin, de Vancouver (Columbia Británica), recibió una nominación al Premio George Ryga de Conciencia Social en Literatura por haber escrito Invisible Chains (Cadenas invisibles), un libro que trataba de forma destacada la trata de seres humanos e incluyó la desaparición de Jessie Foster. El documental Trafficked No More presentó su historia y ha dado algunas pistas sobre su paradero.
El 26 de julio de 2015, el Calgary Sun informó de que la policía está investigando si Neal Falls, un hombre asesinado el 18 de julio de 2015 en Charleston (Virginia Occidental), pudiera ser el responsable de los cuatro asesinatos de Las Vegas, incluido el de Foster.

## Hechos posteriores
Su madre, Glendene Grant (nacida en 1957), fundó Madres contra la Trata de Seres Humanos tras la desaparición de su hija, y fue presentadora de un programa de radio por Internet en BlogTalkRadio a través de Dreamcatchers for Abused Children, con invitados como la diputada Joy Smith y Bobby Brown, de Dog the Bounty Hunter. Estuvo casada con Dwight Foster, pero más tarde se separaron. La última vez que Grant vio a su hija fue en las Navidades de 2005. Grant Foster cree que su hija fue víctima involuntaria de la trata de seres humanos y que, por tanto, se convirtió en una esclava sexual, por lo que creó casi una docena de sitios web en los que anunciaba la desaparición de su hija.
En un esfuerzo por encontrar a su hija, Grant se puso en contacto con el FBI, cazarrecompensas, prostitutas, agentes de policía, psíquicos e investigadores privados. En el 15 aniversario de la desaparición de Jessie Foster, la madre de Jessie, Glendene Grant se sentó con los periodistas y presentadores Donna Kshir, Lee Roberts y Laurie Ann Smith para discutir en profundidad la desaparición de Jessie y por qué cree que su hija fue vendida a la trata sexual. Grant dijo a los presentadores de Real Talk que la investigación sobre la desaparición de Jessie podría haberse llevado de forma muy diferente y que "se siente como la detective principal en el caso de Jessie". Grant creía que si el Departamento de Policía del norte de Las Vegas hubiera tomado las medidas adecuadas tras la desaparición de Jessie, el resultado podría haber sido distinto y su hija hubiera vuelto a casa.